# Kéhek
Les Kéhek sont un ancien peuple de la Libye (Lebou, ancien peuple nord-africain), ayant combattu les Égyptiens lors du Nouvel Empire. Ils sont assimilés aux peuples de la mer.